# Judith (Matthus)
Judith ist eine Oper in zwei Akten von Siegfried Matthus nach Friedrich Hebbels Tragödie Judith von 1840 und Texten des Alten Testaments. Die Uraufführung fand am 28. September 1985 in der Komischen Oper in Ost-Berlin statt.

## Handlung
Die folgende Inhaltsangabe basiert auf dem Videomitschnitt der Uraufführungsproduktion, ergänzt um einige interpretatorische Hinweise nach Sigrid Neef und Pipers Enzyklopädie des Musiktheaters.

### Erster Akt
Platz der auf einem Bergplateau gelegenen und durch Festungsmauern gesicherten Stadt Bethulien; am Fuß des Berges das Lager der Babylonier
Die Babylonier unter ihrem Hauptmann Holofernes belagern die hebräische Stadt Bethulien. Sie sind siegesgewiss und hochmütig. Fast alle Völker haben sich ihnen bereits unterworfen. Nur die Einwohner Bethuliens leisten noch Widerstand, doch diese leiden bereits zutiefst unter den Entbehrungen der Belagerung. Die religiösen Unterschiede in beiden Lagern sind deutlich. Bei den Babyloniern werden viele Götter verehrt – doch diese sprechen und handeln nicht. Holofernes hat zwar angeordnet, dass der jeweils anzubetende Gott ausgelost werden soll, aber nun befiehlt er, dass seine Leute einem Gott opfern sollen, „den alle kennen und nicht kennen“. Jehova, der unsichtbare Gott der Hebräer, hat dagegen selbst Macht über sein Volk. Der Prophet Daniel und der Oberpriester Osias rufen in dessen Namen zum Durchhalten auf.
Holofernes fordert seine Leute auf, ihm ihre Probleme vorzubringen und keine Angst davor zu haben, sich über ihre Vorgesetzten zu beschweren. Ein Soldat wirft seinem Hauptmann vor, die von ihm erbeutete Sklavin vergewaltigt zu haben. Holofernes verurteilt den Beklagten zum Tode – und auch den Soldaten wegen seiner Keckheit. Als sein Kämmerer berichtet, dass er bereits nach der betroffene Sklavin geschickt habe, weist ihn Holofernes dafür zurecht, seine Absichten vorhergesehen zu haben. Er will „sich nicht auslernen“ lassen. Insgeheim sehnt er sich nach einem gleichwertigen Gegner. Einen solchen würde er lieben – aber dennoch im Kampf besiegen und mit ihm gemeinsam sterben.
In Bethulien bespricht sich die junge schöne Witwe Judith mit ihrer Dienerin Mirza. Sie ist noch unberührt, da ihr Mann eine körperlichen Verbindung mit ihr wegen eines „heiligen Schauers“ vermieden hatte und wenigen Monate nach der Hochzeit verstorben war. Eine neue Ehe mit dem sie umwerbenden Ephraim lehnt sie ab. Allerdings träumt sie nachts davon, ihrem als Mann auftretenden Gott in die Arme zu springen und darin wie in einem Abgrund zu versinken.
In einer Simultanszene denkt auf der einen Seite Judith an die verstörenden Ereignisse ihrer Hochzeitsnacht, während sich auf der anderen Holofernes an seine „Siege über die weibliche Natur“ erinnert.
Ein Bote berichtet vom Befehl König Nebukadnezars, dass von nun an nur noch er selbst als Gott zu verehren sei. Holofernes lässt daraufhin alle Götzenbilder vernichten.
Im belagerten Bethulien wird die Lage immer verzweifelter. Während der Prophet Daniel weiterhin im Namen Gottes fordert, durchzuhalten, rät sein Bruder Ammon dazu, die Tore zu öffnen. Daniel setzt sich durch und hetzt das Volk auf, Ammon zu steinigen.
Holofernes verflucht König Nebukadnezar für seinen Hochmut. Dieser könne seinen großen Gedanken nicht zu Ende bringen, sondern nur lächerlich machen.
Im Angesicht der bevorstehenden Eroberung drängt Ephraim Judith zur Hochzeit. Nur so könne er sich weiterhin schützen. Judith stellt ihm die Bedingung, dass er zuvor in das Lager der Feinde gehe und Holofernes töte. Da Ephraim das nicht wagt, beschließt Judith, es selbst zu tun.
Holofernes hat verkünden lassen, dass das letzte Volk, das sich vor ihm demütigen werde, als einziges vernichtet werden solle. Um dem zuvorzukommen, schicken die Könige der umgebenden Länder Boten, die ihre Unterwerfung anbieten. Achior, ein moabitischer Hauptmann, berichtet von der Unerschrockenheit der Hebräer. Er rät dazu, herauszufinden, ob sich diese sich gegen ihren Gott versündigt haben. Nur dann sei es möglich, sie zu besiegen. Holofernes befiehlt, ihn zur Strafe in die Stadt zu bringen, wo er das Schicksal der Belagerten teilen soll.
Judith fleht zu Gott um ein Zeichen.
Holofernes verkündet, dass er den hebräischen Gott anbeten werde, falls sich ihm die Bethulier unterwerfen sollten. Er opfert Jehova ein Glas Wein.
Judith fleht weiterhin um ein göttliches Zeichen. Sie hofft darauf, dass ein Held erscheint und ihr Eingreifen unnötig macht. Doch sie erhält keine Antwort. Da kommt ihr – von Gott? – die Idee, ihre Schönheit zu nutzen, um Holofernes zu vernichten.
In Bethulien ermahnen Daniel und der Oberpriester das verzweifelte Volk, weiter auszuharren.
Während Judith zu Gott fleht, dass man ihr nur Böses von Holofernes berichte, damit sie keinen Grund zum Wanken findet, schwärmt dieser vom Wein- und Blutrausch.
Der Hebräer Hosea ruft dazu auf, die Stadttore zu öffnen. Erneut widerspricht Daniel und fordert das Volk auf, ihn zu steinigen. Hosea jedoch verlangt ein Gottesurteil. Man solle Daniel ins Feuer werfen. Falls er überlebe, solle man die Tore verschlossen halten. Daniel kommt bei der Probe ums Leben. Als man aber die Stadttore öffnen will, erscheint der Moabiter Achior und erklärt den Hebräern, dass Holofernes geschworen habe, niemanden am Leben zu lassen. Diese ziehen es vor, durch ihre eigene Hand zu sterben. Falls Gott bis zum folgenden Tag keine Hilfe schicken sollte, werden sie sich selbst töten. Judith fragt Achior nach Holofernes’ Charakter und erfährt von seinem Hochmut und seinen Grausamkeiten. Ihr Entschluss steht nun fest.
Während sich Judith in Rachephantasien hineinsteigert und von den Bethuliern als die versprochene wunderhafte Rettung angesehen wird, verhöhnt Holofernes seine Opfer. Er fürchtet ihre Rache nicht. Seine Leute singen vom „Wunder des Weins“. Judith macht sich bereit, mit ihrer Magd Mirza in das Lager der Feinde zu gehen.

### Zweiter Akt
Heerlager mit Holofernes’ Zelt
Der babylonische Kämmerer erzählt vom Schlaf Holofernes’. Dieser habe geträumt, das ihn jemand erwürgen wollte und den vermeintlichen Gegner mit einem Dolch angegriffen. Dabei habe er sich in die eigene Brust gestochen, aber glücklicherweise überlebt. Holofernes selbst deutet das Ereignis so, dass er auch über den Tod Macht habe.
Als ihm die Ankunft einer schönen Frau gemeldet wird, lässt Holofernes sie vortreten. Er sieht alle Weiber gern – mit Ausnahme seiner Mutter. Er ist froh, sie nie kennengelernt zu haben: „Was ist denn auch eine Mutter für ihren Sohn? Sie ist der Spiegel seiner Ohnmacht von gestern oder von morgen.“
Judith tritt vor, schmeichelt Holofernes und bittet ihn um Gnade für ihr Volk, dem Gott zürne. Sie versucht, ihm diese Rolle des Erbarmers schmackhaft zu machen. Holofernes erklärt, dass sie ihm genau das durch ihre Aufforderung unmöglich mache. Dennoch sind beide fasziniert voneinander. Holofernes erklärt sich bereit, sie, ihre Verwandten und Freunde zu verschonen.
Ephraim kommt herein. Er lässt sich erst von Holofernes versprechen, dass sein Leben geschont werde, und versucht dann, ihn zu töten. Die Wachen unterbinden seinen Anschlag jedoch. Als sich Ephraim daraufhin aus Scham selbst zu töten versucht, verhindert Holofernes auch dies, da er ihm sein Leben versprochen hat. Er lässt den Attentäter in den Käfig seines verstorbenen Lieblingsaffen sperren, wo er die Kunststücke seines Vorgängers lernen soll.
Allmählich kommen Judith Zweifel, ob sie in der Lage ist, den Mord auszuführen. Sie ruft Holofernes zu: „Ich hasse dich, ich verfluche dich. Nun töte mich!“. Holofernes erregt dies nur noch mehr. Er „zerrt Judith gewaltsam in sein Schlafgemach“.
Der Kämmerer verspottet Judiths Magd Mirza. Diese sorgt sich um ihre Herrin, deren Seele sie gefährdet sieht. Judith tritt, nachdem sie sich Holofernes hingegeben hat, wieder aus dem Zelt, ohne ihren Plan durchgeführt zu haben. Sie erzählt Mizra aufgewühlt von ihrem inneren Konflikt und schaut noch einmal im Zelt nach dem ruhig schlafenden Holofernes, bevor es ihr schließlich gelingt, diesen zu enthaupten.
Nach der Tat fühlt sich Judith weiterhin unsicher, denn sie kann nur durch die Folgen gerechtfertigt werden. Sie betet zu Gott um Frieden und Glück für ihr Volk. Die Babylonier geraten angesichts ihres toten Anführers in Verwirrung. Sie werden zu Opfern der nun mit „Schlächtermut“ unter ihnen rasenden Bethulier. Achior verehrt nun den hebräischen Gott, und deren Oberpriester preist Judiths Tat als göttliches Wunder. Sie wird als Retterin ihres Vaterlandes verherrlicht. Ephraim jedoch bezeichnet sie als „Hure Israels“ und misshandelt sie. Das weitere Geschehen betrachtet Judith stumm mit wachsendem Entsetzen. Sie sieht letztlich keinen anderen Ausweg mehr, als sich selbst zu töten.
Den Abschluss der Oper bildet ein Finale in Passacaglia-Form, in dem Judiths Untergang pantomimisch dargestellt wird – laut Angabe in der Partitur die „Darstellung der Zerstörung Judiths mit Beteiligung aller Personen der Handlung und unter Verwendung vorangegangener gezeigter und berichteter Begebenheiten in einem unrealen Zeit- und Sinnzusammenhang“. Der Chor fleht dabei: „Herr, errette mich! Höre mein Gebet und lass mein Schreien zu dir kommen. Errette mich aus dem Kot, dass ich nicht versinke […]. Erhöre mich, Herr, wende dich zu mir in deiner großen Barmherzigkeit, und verbirg dein Angesicht nicht, denn mir ist angst. Du weißt meine Schmach, Schande und Scham; meine Widersacher sind alle vor dir. […] Ich bin elend, und mir ist wehe. Herr, errette mich, rette mich!“

## Gestaltung
Im Gegensatz zur biblischen Erzählung wird die Tat Judiths bei Hebbel und Matthus nicht schlicht verklärt, sondern psychologisch motiviert und in Frage gestellt. Hier schleicht sie sich nicht heimlich in das Zelt ihres Gegners, sondern lässt sich offiziell ankündigen und wird im Gespräch mit ihm mit ihren eigenen Handlungsmotiven konfrontiert.:353
Matthus stellte in der Oper einige eigentlich aufeinanderfolgende Szenen simultan einander gegenüber. Der Selbstüberschätzung Holofernes’ entspricht die Selbstaufgabe Judiths. Beide glauben, dass sie mit ihren Handlungen einen göttlichen Befehl ausführen. In Monologen drücken die Protagonisten ihre innersten Gefühle und Wünsche aus, die unmittelbar mit den äußeren Aktionen konfrontiert werden.:353f Von besonderer Bedeutung ist der Monolog des Holofernes, in dem dieser die eigene Mutter herabsetzt: Was ist „auch eine Mutter für ihren Sohn? Sie ist der Spiegel seiner Ohnmacht von gestern oder von morgen.“ Auf ähnliche Weise erkennt Judith, als sie vor dem schlafenden Holofernes steht, dass der göttliche Auftrag und ihre eigenen sinnlichen Bedürfnisse untrennbar miteinander verbunden sind. Diese irritierende Eigenschaft von Hebbels Drama wurde in der Aufführungsgeschichte üblicherweise dadurch entschärft, dass man den beiden Hauptpersonen eine Sonderstellung als „großen Figuren“ einräumte, die sich aufgrund ihrer dadurch bedingten Einsamkeit zueinander hingezogen fühlten. Auch Matthus selbst übernahm zunächst diese Deutung::355

„Harry Kupfer schlägt die ‚Judith‘ vor. ‚Judith‘? – das ist die alttestamentarische Geschichte – ein Drama von Hebbel. Dunkle Erinnerungen an Bilder in Museen. Ich lese den Hebbel – einmal (Was soll das heute?), zweimal (eine dramatische Geschichte!), dreimal (wahrlich, ein Opernstoff!) und immer wieder. Das ist mein Sujet! Daraus mache ich eine Oper! Welch herrliche Protagonisten! Die weiblich-gläubige Judith, der männlich-ungläubige Holofernes. Groß und einsam in ihrer Sehnsucht nach ebenbürtigen Partnern. Unter ungewöhnlichen Umständen treffen sie zusammen und verbrennen aneinander. Der uralte Geschlechterkampf, die heute aktuelle Emanzipation der Frau. Eine ewig gültige Geschichte mit ahnungsvollen Bezügen zur Gegenwart. Die müssen noch gefunden und gestaltet werden.“

Eine Monate darauf sah er den Gehalt des Dramas bereits differenzierter:

„Mir kam es nicht darauf an, nur einen Grund oder eine Rechtfertigung für die Tat der Judith zu finden und zu gestalten. Gerade die große Verwirrung dieser Frau, die Befangenheit in ihrem eigenen Denken, ihre Unklarheit über die tieferen Motive ihres Handelns, ihr Emanzipationsstreben, der unaufhaltsame Gang der Ereignisse zu ihrer Tat und ihr Scheitern danach – darin fand ich den Grund, eine so alte Geschichte heute noch einmal vorzustellen.“

Judiths Hoffnung, dass ihre Tat durch die Folgen gerechtfertigt werde, geht nicht in Erfüllung. Trotz ihres eindringlichen Gebets um Frieden für ihr Volk erweisen sich die Hebräer am Ende als ebenso grausam wie die babylonischen Eroberer.:356 Das Werk enthält auch feministische Züge. Beispielsweise wird beschrieben, wie ein Mann zur Machtdemonstration Frauen misshandelt, und die Witwe Judith schildert ihre Erfahrungen zu Beginn der Oper folgendermaßen: „Ein Weib ist nichts, nur durch den Mann kann sie etwas werden.“
Durch die Technik der Simultanszenen ist es Matthus möglich, die musikalischen Zusammenhänge von den jeweiligen Schauplätzen zu lösen. Beispielsweise können Judith und Holofernes bereits im Duett (bzw. gleichzeitig in zwei auf einander bezogenen Monologen) singen, bevor sie sich bereits physisch begegnet sind – Holofernes mit dem Text „Weib ist Weib“ (Hebbel), Judith mit einem gebetsartig vorgetragenen Ausschnitt des Hohelieds („Ich suchte des Nachts in meinem Bette“). Typisch für die Oper ist eine Mehrdeutigkeit von Musik und Worten, wie sie exemplarisch am Ende des ersten Akts auftaucht, als zeitgleich die Bethulier Judith als göttliches „Wunder“ und die Bethulier das „Wunder“ des Weins bejubeln.:357 Die Simultanszenen gestaltet Matthus mit geradezu filmischen Mitteln. Sigrid Neef beschrieb das folgendermaßen: „Wie in einer Totalen bringt er die belagerten Bethulier und die belagernden Babylonier gleichzeitig ins Hörbild; er konfrontiert die Totale (die Chöre) mit Großaufnahmen der in kurzen Szenen und Monologen dargestellten Protagonisten.“:354
Die Oper ist stark symmetrisch angelegt. Im ersten Akt betrifft dies die Abfolge von Chor- und Soloszenen sowie die vier Duettszenen Judiths mit Holofernes bzw. Ephraim. Dem entsprechen im zweiten Akt die eingeschobenen Instrumentalstücke.
Auffällig sind die großen musikalische Kontraste. An den stark motorischen ersten Monolog des Holofernes schließt sich überleitungslos die großangelegte Gesangslinie von Judiths Traumerzählung an. Die Klagegesänge der Belagerten verwandeln sich unvermittelt in die aggressiven Steinigungsrufe. Die ariosen Stellen enthalten ausdrucksstarke deklamatorische Elemente, wie auch umgekehrt die Rezitative immer wieder melodische Abschnitte aufweisen. Ebenso stark differenziert sind auch die Instrumentalfarben und die eingesetzten vokalen Mittel.
Eberhard Schmidt nannte als Beispiel für die Instrumentationskunst Matthus’ den „unwirklichen Klang“ von Celesta, Zimbeln, Glockenspiel, Vibraphon, Klavier und Harfe nach der Ermordung des Holofernes – „es scheint, als wehe der leise Gesang Judiths bereits von jenseits des Grabs herüber“. Am Ende dieser Szene schweigen die Instrumente. Judiths Schlussworte sind nur noch gesprochen, wenn auch rhythmisch notiert. Den Abschluss der Oper bildet die große Passacaglia – eine weitere Simultanszene, in der Matthus den „Zusammenhang zwischen Verherrlichung und Schmähung, zwischen Glorifizierung und Profanierung“ darstellte.:356 Sie endet mit 38 Tutticluster-Schlägen im fortissimo assai. Der Kritiker Hans Josef Herbot beschrieb die Passacaglia folgendermaßen:

„[…] die Kontrabässe [beginnen] im punktierten Rhythmus der französischen Ouvertüre eine Linie zu skandieren – dreimal wird das B-A-C-H-Motiv auf verschiedenen Stufen addiert zu einer zwölftönigen Linie: Das Grundgerüst einer Passacaglia ist so entstanden, jener musikalischen Aufbau- und Entwicklungskette, die – linear, wellen- oder ringförmig – über der stets gleichbleibenden, hartnäckigen oder auch unaufhaltsamen, also schicksalhaft fortschreitenden Baßfigur geführt wird. ‚Herr errette mich! Höre mein Gebet und laß mein Schreien zu dir kommen‘, reflektiert der Chor psalmodierend die sich eskalierenden Gedanken einer gequälten Seele.“

Harmonisch und instrumentatorisch orientiert sich Matthus am Stil Richard Strauss’ und besonders an dessen frühen Opern Salome und Elektra, die eine thematische Verwandtschaft mit Judith aufweisen. Matthus nutzt von ihm selbst so genannte „Skalen“ aus sieben bis neun Tönen zum Aufbau der melodischen und harmonischen Grundstruktur. Die Klangsprache ist ausdrucksstark.:357 Matthus selbst erklärte 1988, dass es in Judith „keine Tonleiterstruktur und daraus abgeleitete harmonische Bildungen, die für die ganze Oper verbindlich sind“, gebe. „Jede Szene basiert aber auf einer für diesen Abschnitt bestimmten Harmonik, die gegenüber den anderen Szenen gewisse strukturelle Abweichungen enthält.“:357
Die beiden Hauptfiguren treffen erst im zweiten Akt persönlich aufeinander. Hier wechseln Dialoge und Monologe mit insgesamt sieben instrumentalen Vor- und Zwischenspielen ab, von denen das vierte den dramaturgischen Höhepunkt der gesamten Oper bildet.:358 Christiane Theobald schrieb über diesen Satz:

„Hier ist die Musik zum Vollzug der sexuellen Befreiung sowohl komponiert, als auch rein formal ausgedeutet. […] Allein die Tatsache, daß dem Vollzug der sexuellen Befreiungstat 16 Takte Musik zugemessen werden, während die politische Befreiungstat, die Enthauptung des Holofernes, nur drei Takte in Anspruch nimmt (der Tod ist quasi nicht komponiert, er ‚passiert‘), bestätigt nur, daß Matthus die Hebbelsche Sicht der Judith der alttestamentarischen vorzieht.“

### Orchester
Die Orchesterbesetzung der Oper enthält die folgenden Instrumente:
- Holzbläser: drei Flöten (auch Piccolo und Altflöte), zwei Oboen, Englischhorn, zwei Klarinetten, Bassklarinette, zwei Fagotte, Kontrafagott
- Blechbläser: vier Hörner, drei Trompeten, drei Posaunen, Kontrabassposaune (auch 4. Posaune), Tuba
- fünf Pauken, Schlagzeug (vier Spieler): drei Bongos, drei Tomtoms, Landsknechtstrommel oder großes Tomtom, kleine Trommel, große Trommel, Becken, hängendes Becken, drei Gongs, zwei Tamtams, zwei kleine Cow bells, große Cow bell, Amboss oder Stahlplatte, Auto brake drums, Glockenspiel, Zimbeln, Xylophon, Vibraphon, Röhrenglocken, Kastagnetten, Tamburin, zwei Holzblocktrommeln, große Ratsche
- Harfe
- Klavier (auch Celesta)
- E-Bass-Gitarre
- Streicher

## Werkgeschichte
Der Komponist Siegfried Matthus beschäftigte sich ab 1979 mit Friedrich Hebbels Tragödie Judith von 1840. Er folgte darin einer Anregung des Regisseurs Harry Kupfer. Das Libretto der Oper stellte Matthus selbst zusammen. Außer Hebbel nutzte er einige Texte aus dem Alten Testament, namentlich die Psalmen 115, 135, 72 und 104 sowie das Hohelied Salomos. Hebbels Tragödie basiert ihrerseits auf dem Buch Judit aus den Apokryphen des Alten Testaments.
Sein Holofernes-Porträt für Bariton und Orchester entstand ebenfalls in dieser Zeit. Es wurde 1981 während der Eröffnungswoche des neuen Leipziger Gewandhauses uraufgeführt (Bariton: Dietrich Fischer-Dieskau, Dirigent: Kurt Masur). Matthus übernahm große Teile daraus geringfügig überarbeitet in seine Oper, die er zwischen 1980 und 1984 komponierte.:350
Ursprünglich war das Werk für die Wiedereröffnung der im Zweiten Weltkrieg zerstörten Semperoper Dresden vorgesehen. Da der Initiator Harry Kupfer jedoch Dresden verlassen hatte und seit 1981 als künstlerischer Leitung der Komischen Oper in (Ost-)Berlin wirkte, fand die Uraufführung dort am 28. September 1985 in Kupfers Inszenierung statt.:358 Die musikalische Leitung hatte Rolf Reuter. Die beiden Hauptrollen sangen Eva-Maria Bundschuh (Judith) und Werner Haseleu (Holofernes). Die Aufführung wurde ein gewaltiger Erfolg, der auch den herausragenden sängerischen und schauspielerischen Leistungen Bundschuhs geschuldet war. Es folgten eine Videoaufzeichnung des DDR-Fernsehens und eine Veröffentlichung auf Schallplatte.:358
In Westdeutschland wurde die Oper erstmals 1986 in Krefeld aufgeführt (Dirigent: Reinhard Schwarz, Regie: Eike Gramss; Judith: Christa Ranacher, Holofernes: Monte Jaffe). Weitere Aufführungen gab es 1989 anlässlich des 200. Jahrestages der Französischen Revolution an der Deutschen Staatsoper Berlin (Dirigent: Heinz Fricke, Regie: Erhard Fischer), in Karlsruhe (Dirigent: Peter Sommer, Regie: Eike Gramss), Essen und Nürnberg. 1990 gab es eine Produktion in Santa Fe. Gramss führte das Werk auch 1992 mit denselben Hauptdarstellern wie in Krefeld in Bern auf.
2014 gab es konzertante Aufführungen der Oper an der Kammeroper Schloss Rheinsberg und in der Stadthalle Braunschweig (dort nur der zweite Akt) unter der musikalischen Leitung von Georg Menskes (Rheinsberg) bzw. Judith Kubitz (Braunschweig) mit Rena Harms als Judith und Jared Ice als Holofernes.

## Aufnahmen
- 1986 – Rolf Reuter (Dirigent), Harry Kupfer (Inszenierung), Orchester, Chor, Solisten, Chorsolisten und Kleindarsteller der Komischen Oper Berlin.
 Werner Haseleu (Holofernes), Horst-Dieter Kaschel (Hauptmann Holofernes’), Wolfgang Hellmich (Kämmerer), George Ionescu (Achior), Alfred Wroblewski (Oberpriester), Joachim Vogt (Bote), Wilfried Schaal (Soldat), Hans-Otto Rogge (Ephraim), Hans-Martin Nau (Osias), Manfred Hopp (Daniel), Vladimir Bauer (Ammon), Klement Slowioczek (Hosea), Eva-Maria Bundschuh (Judith), Kristine Röhr-Bach/Christiane Röhr (Mirza), Peter Seufert (Gesandter aus Edom), Helmut Völker (Gesandter aus Moab).
 Studio-Aufnahme in Zusammenarbeit mit dem Rundfunk der DDR.
 Eterna 7 25 136-137; Berlin Classic CD: BC 9339-2.[9]:9689[3]:359
- 1987 – Besetzung wie zuvor; Fernsehregie: Annelies Thomas.
 Video; live aus der Komischen Oper Berlin; Erstsendung 27. September 1987.[9]:9690[10][3]:359